# القوات المسلحة الكازاخستانية
القوات المسلحة الكازاخستانية (بالقازاقية: Қазақстан Республикасының Қарулы Күштері، بالروسية: Вооружённые силы Республики Казахстан)‏ وهي القوات المُسَلَحة الرسمية الموحدة لدولة كازاخستان وتتألف من ثلاث فروع (القوات البرية الكازاخستانية وقوات الدفاع الجوي الكازاخستانية والقوات البحرية الكازاخستانية) بالإضافة إلى أربعة تشكيلات مستقلة (قوات الهجوم الجوي، والقوات الخاصة، وقوات الصواريخ والمدفعية، والقوات الإقليمية) وقوات النقل الجوي الكازاخستاني وقوات الدفاع الجوي الكازاخستاني والحرس الجمهوري الكازاخستاني، ويعمل الحرس الوطني والدفاع المدني وخدمة الحدود وجهاز أمن الدولة كوحدات عسكرية تابعة للقوات المسلحة، والقائد الأعلى للقوات المسلحة هو رئيس الجمهورية الكازاخستاني، وتستند أهداف سياسة الدفاع الوطني إلى دستور كازاخستان، وهي تضمن الحفاظ على استقلال الدولة وسيادتها وسلامة أراضيها ومياهها الإقليمية ومجالها الجوي ونظامها الدستوري وتعمل القوات المسلحة تحت سلطة وزارة الدفاع الكازاخستانية. 
تأسست القوات الكازاخستانية في سنة 1992 بعد استقلال كازاخستان عن الإتحاد السوفييتي ويَبلُغ عدد هذه القوات 39,000 جُندي، شاركت القوات الكازاخستانية في الحرب الأهلية في طاجيكستان وفي حرب العراق.